# 鹊不踏
鹊不踏（学名：Aralia decaisneana），又名台湾毛楤木、台湾楤木、黄毛楤木、黄毛木，为五加科楤木属下的一个种。分布于越南北部、台湾岛以及中国大陆的安徽、广西、福建、贵州、云南、江西、广东等地，生长于海拔40米至1,000米的地区，见于阳坡或疏林中，目前尚未由人工引种栽培。

## 扩展阅读
- 維基物種上的相關：鹊不踏
- 昆明植物研究所. . 《中国高等植物数据库全库》. 中国科学院微生物研究所.   [2009-02-22]. （原始内容存档于2016-03-05）.